# Kampos
Koordinaten: 37° 1′ 2″ N, 25° 5′ 55,5″ O
Die Flur Kampos (griechisch Κάμπος) ist der Fundort eines kleinen Gräberfeldes auf der griechischen Insel Paros. Er ist namensgebend für die von Eva-Maria Bossert 1965 als Kampos-Gruppe bezeichnete Kulturstufe der bronzezeitlichen Kykladenkultur.
Die Funde wurden 1926 veröffentlicht, sie sind zum Teil im Archäologischen Museum Paros ausgestellt. Über die Zuordnung der Kampos-Gruppe innerhalb der Periode Frühkykladisch herrscht unter Wissenschaftlern Uneinigkeit, unstrittig ist ihre Stellung als Bindeglied zwischen der Grotta-Pelos-Kultur und der Keros-Syros-Kultur.

## Lage
Der Fundort liegt bei der Kapelle Agios Nikolaos in unmittelbarer Nähe der Westküste von Paros etwa 2 km südlich vom Schiffsanleger Pounda und 500 m südwestlich des Weilers Kambos.

## Archäologische Ausgrabungen
Bei den Ausgrabungen im Herbst 1924 unter der Leitung von Irini Varoucha wurden vier unberührte frühkykladische Steinkistengräber untersucht; ein einzelnes Grab etwa 500 m südlich vom Fundort war bereits zuvor bei Feldarbeiten geöffnet worden.

## Funde
Die Steinkisten mit rechteckigem oder trapezförmigem Grundriss waren aus senkrechten Poros-, Schiefer- oder Kalksteinplatten errichtet und die Wandungen teilweise mit aufgeschichteten Bruchsteinen ergänzt. Die Böden waren uneinheitlich gestaltet, entweder mit einer oder mehreren Steinplatten bedeckt und in jeweils einem Fall teilweise gepflastert oder mit Kieselsteinen ausgelegt.
In allen vier bei der Kapelle befindlichen Gräbern fanden sich Skelettreste, davon enthielt Grab 1 als einziges Überreste von zwei Toten. Aufgrund der Lage der Bodenplatten und der Skelettreste vermutete die Ausgräberin bei zwei Gräbern die Ausrichtung der Toten nach Süden, in den anderen Fällen waren die Überreste nicht aussagekräftig. Für Grab 5 liegen keine Angaben zur Bestattung vor.
Während Grab 1 und Grab 2 ohne Grabbeigaben waren, enthielt Grab 3 auf der Bodenplatte im vorderen Grabbereich eine Griffschale. In Grab 4 fanden sich die ritzverzierte sphärische Tonpyxis und eine ebenfalls ritzverzierte Tonflasche vom Typ Kampos. Von Grab 5 sind die Fundzusammenhänge nicht bekannt, es enthielt eine henkellose Marmorschale auf einem Trompetenfuß, eine rinnenförmige Marmorpalette sowie eine beschädigte flache rechteckige Marmorpalette mit durchbohrten Ecken.

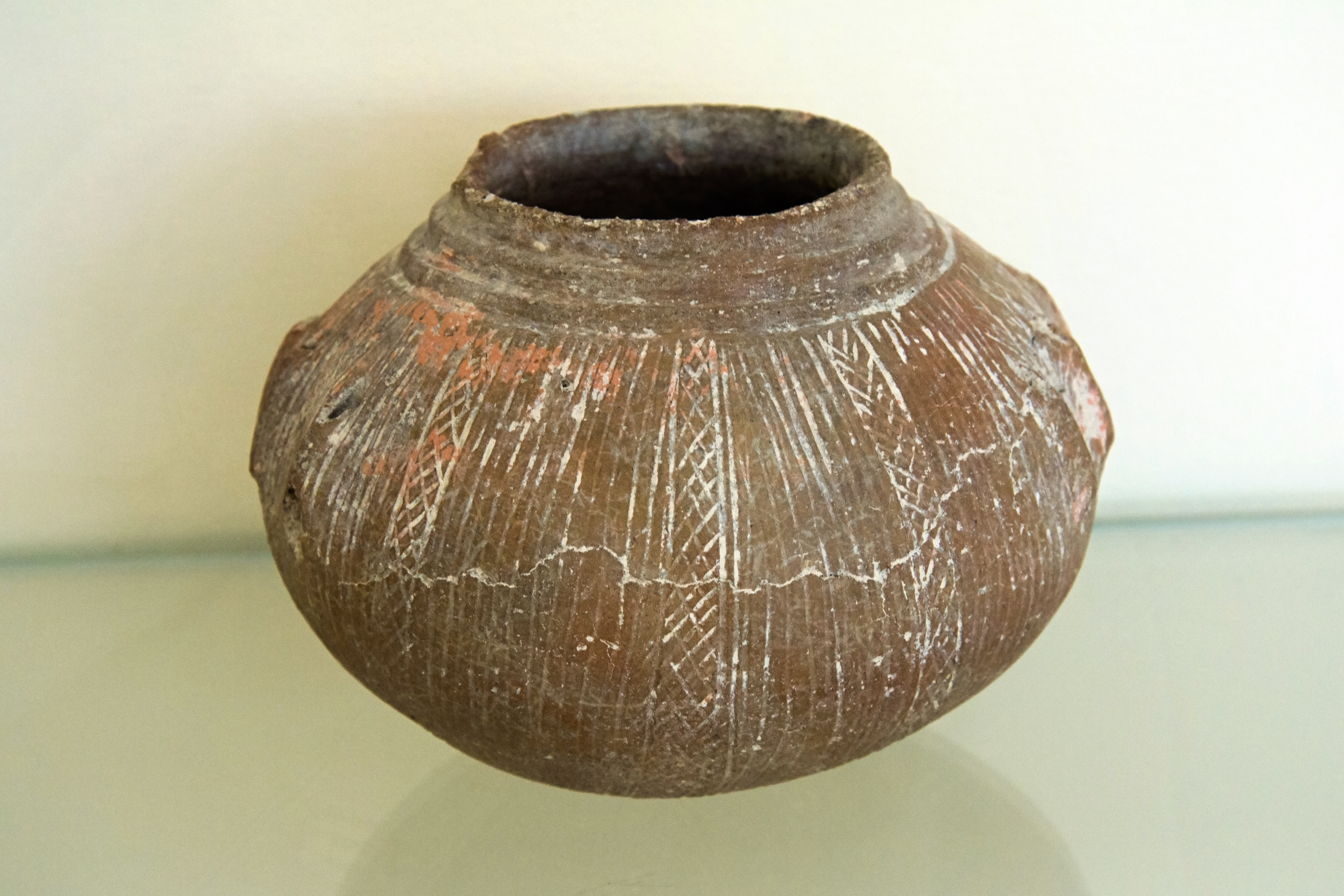
Ritzverzierte sphärische Tonpyxis
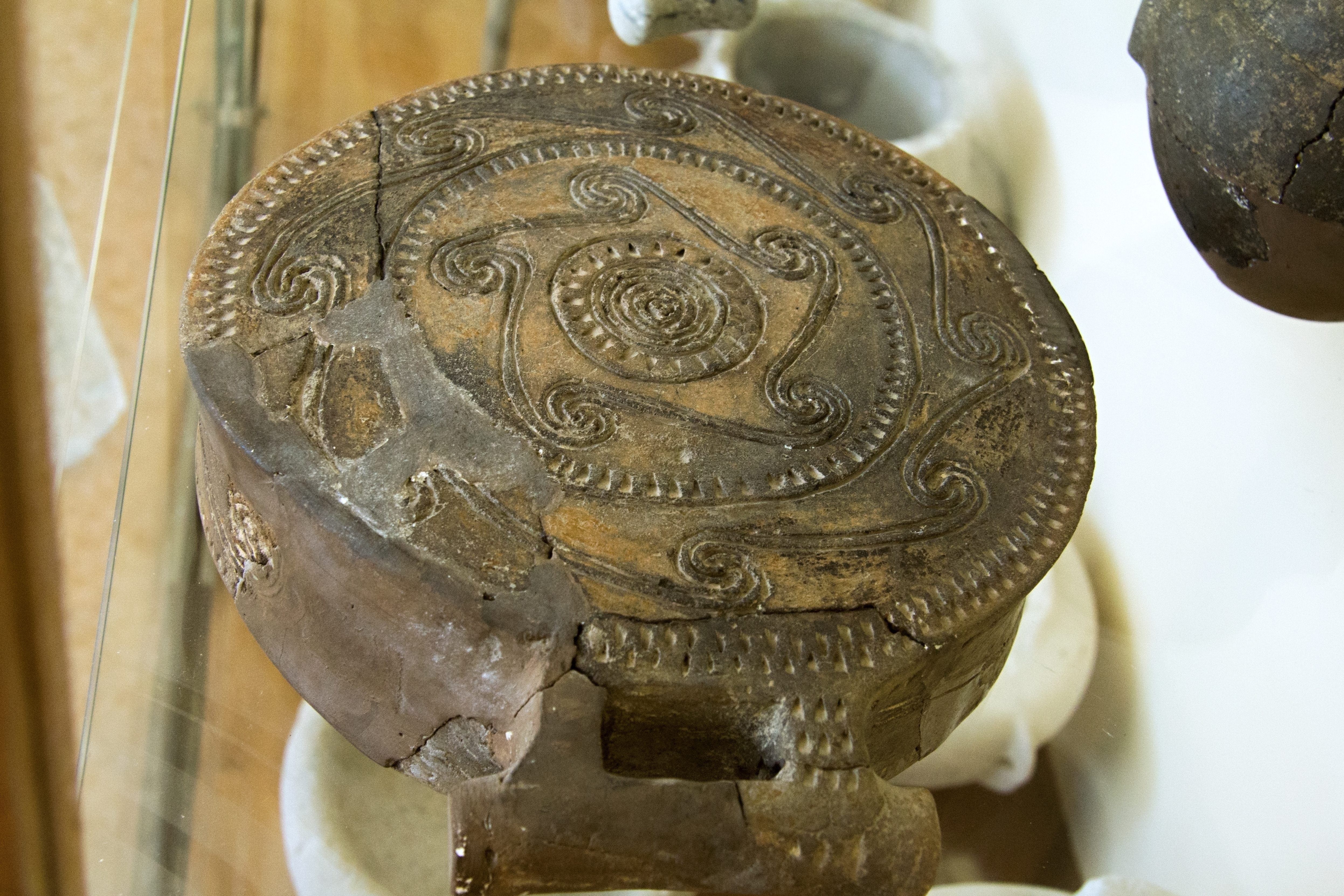
Griffschale, Typ Kampos
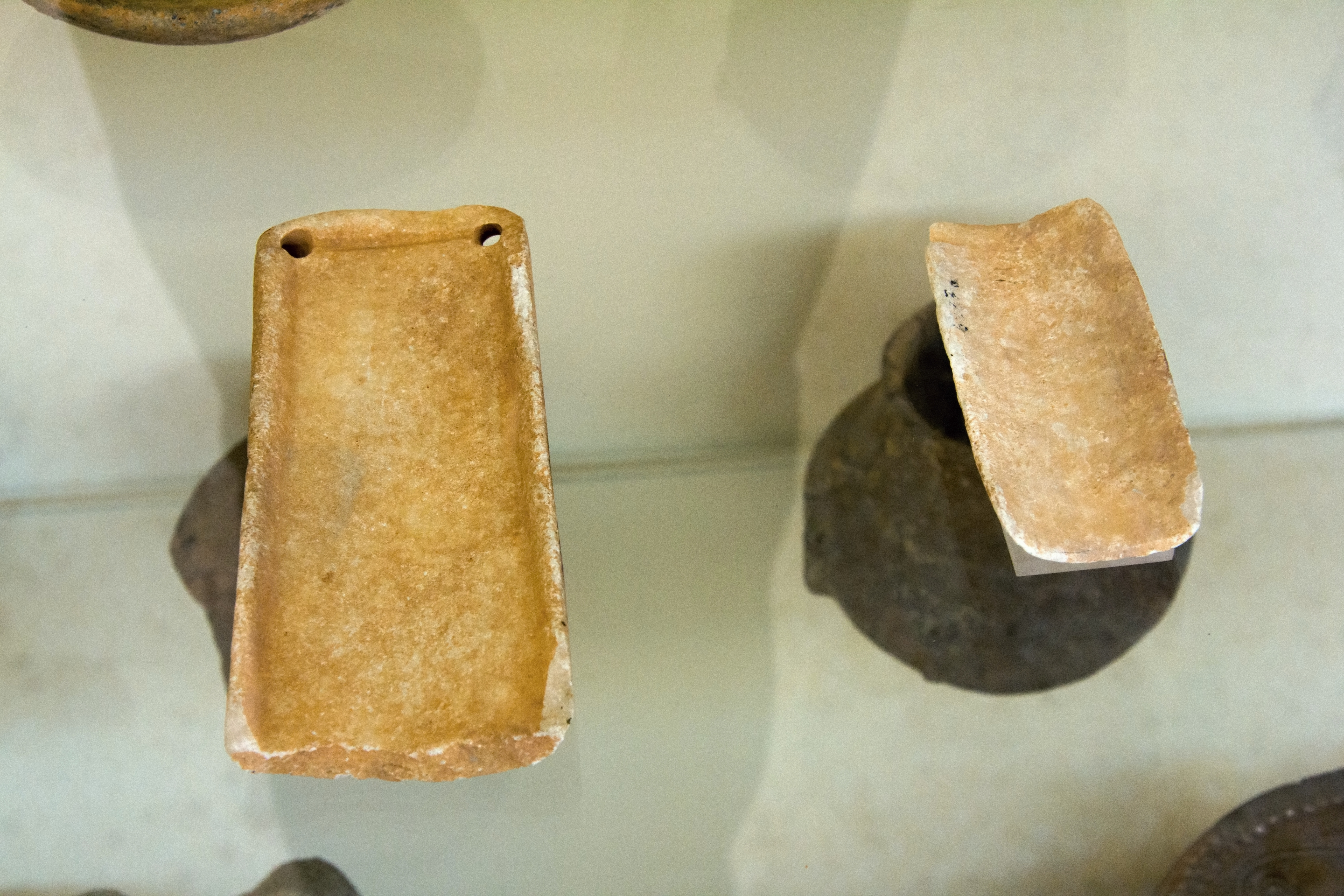
Flache rechteckige Marmorpalette und rinnenförmige Marmorpalette